# Megafauna australiana

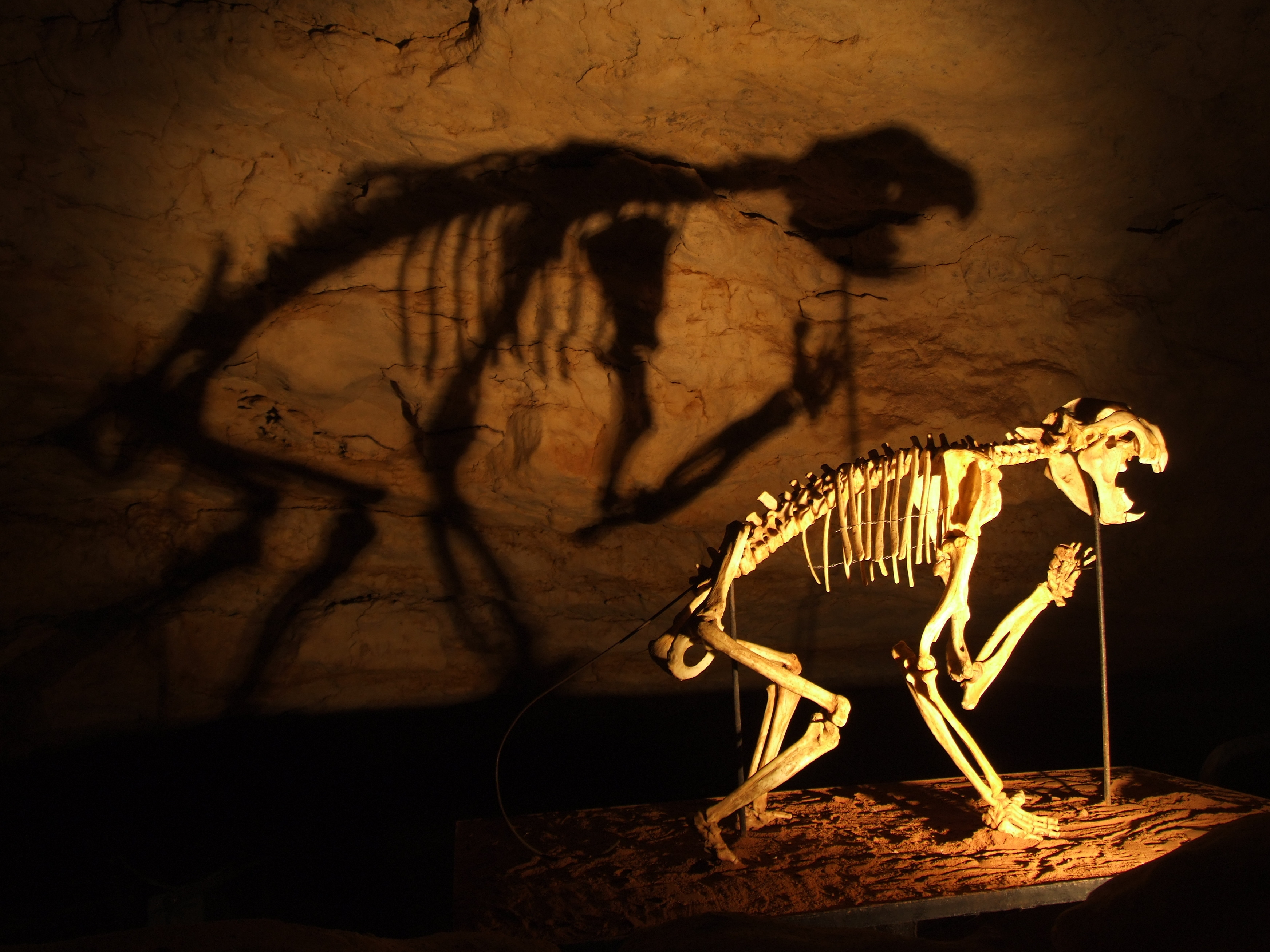
Scheletro di leone marsupiale - Naracoorte Caves National Park, Australia.

Per Megafauna australiana s'intendono varie specie di animali australiani, molti dei quali ormai estinti, di massa corporea superiore ai 45 kg (cioè la normale definizione della megafauna) o almeno del 30% superiore a quella delle specie "parenti" oggi esistenti (es. il Diavolo di Tasmania Preistorico era del 50% più grosso dell'attuale). La maggior parte di questi animali faceva parte della c.d. "Megafauna del Pleistocene" e si estinse quindi al termine del Pleistocene. Tra i più caratteristici si annoverano: il Procoptodonte (o "Canguro dal muso corto"), il Diprotodonte (un gigantesco vombato), il c.d. "Leone marsupiale", gli uccelli giganti Genyornis e Dromornithidae, il serpente gigante Wonambi il varano "Megalania".

Esistono numerose similitudini tra gli esponenti della megafauna australiana e le creature mitologiche del "Tempo del Sogno" dei Culti aborigeni australiani: es. il mostro acquatico "Bunyip" sarebbe identificabile nel diprotodonte.

## Megafauna australiana vivente
Mammalia 

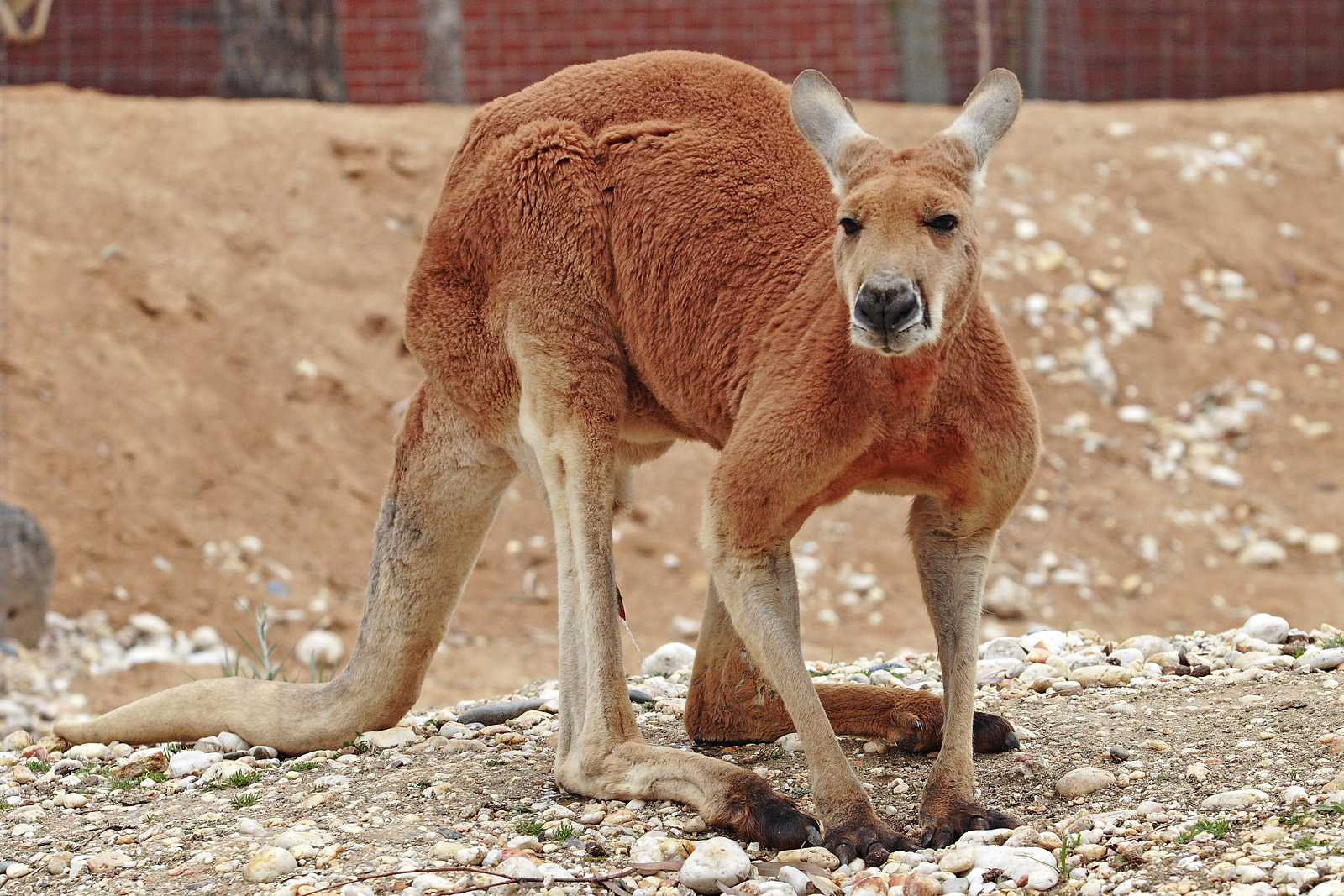
Canguro rosso.

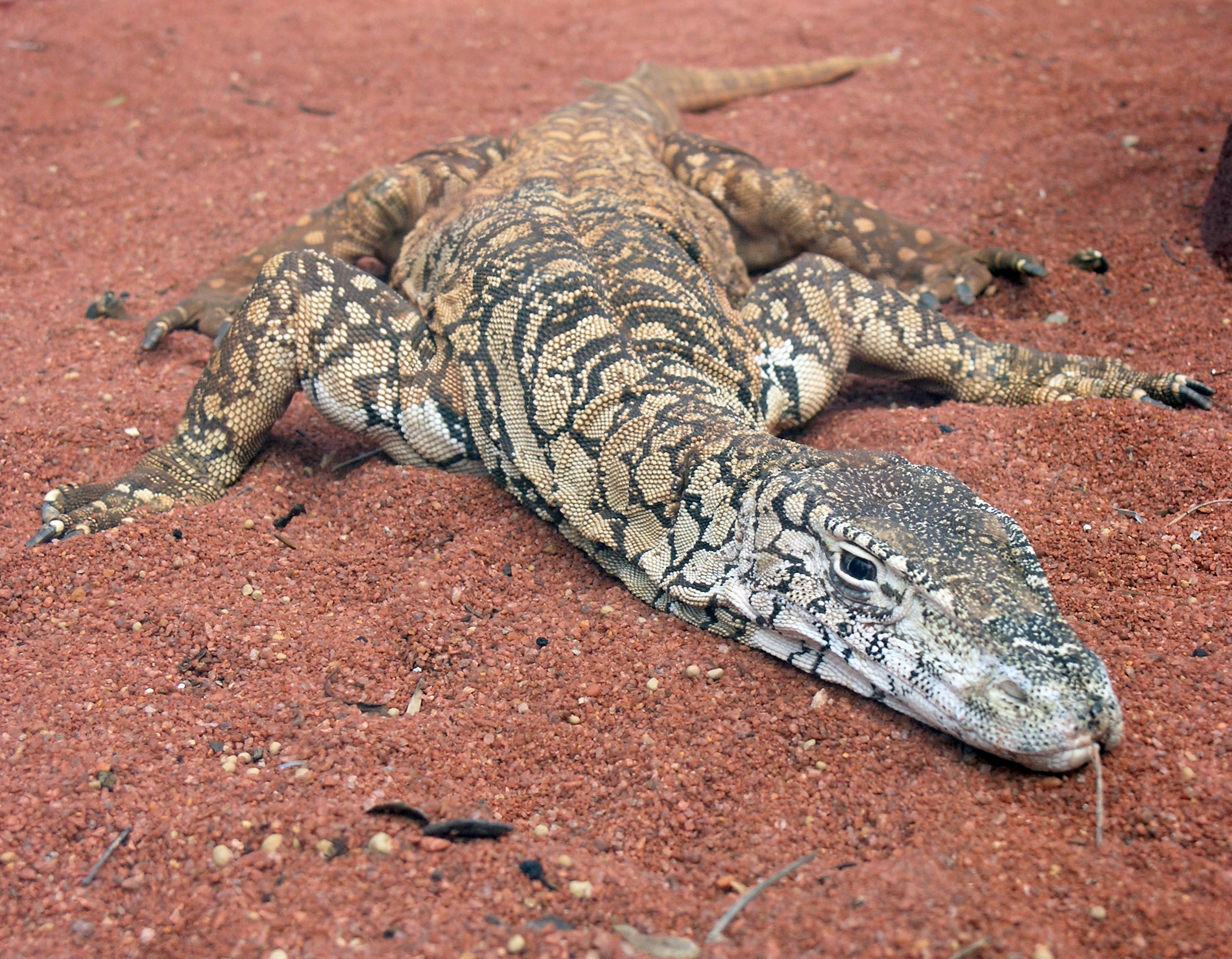
Goanna "Perentie".

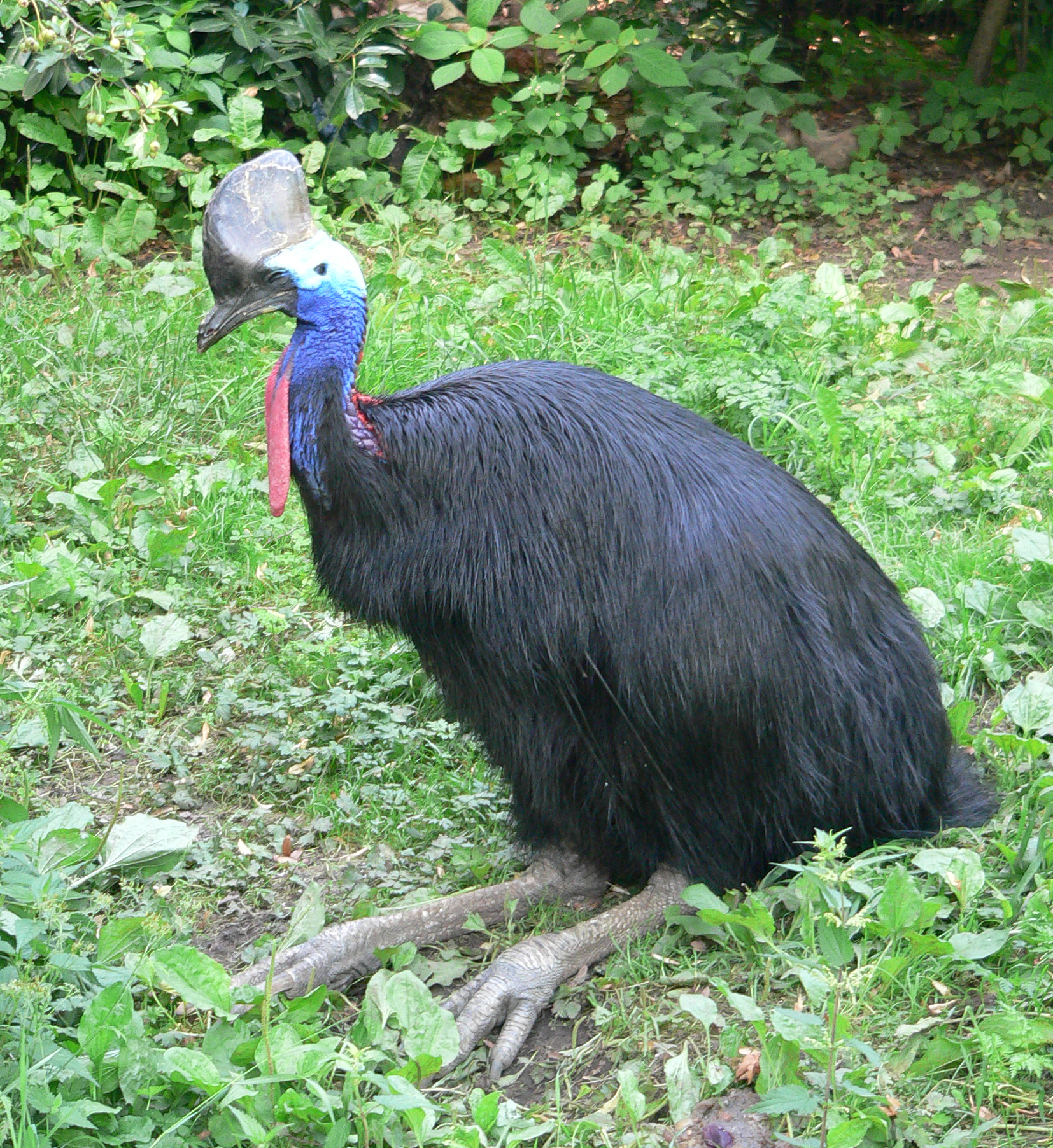
Casurario.

I mammiferi sono una classe di vertebrati appartenente al phylum dei Cordati, a diffusione cosmopolita. Tipico dell'Australia è l'ordine marsupiale dei Diprotodontia che annovera tra la sua megafauna:
- il canguro rosso (Macropus rufus), il più grande mammifero marsupiale australiano vivente, con un peso che può raggiungere gli 85 kg;
- il canguro grigio orientale (Macropus giganteus), nonostante il suo nome scientifico, è più piccolo del canguro rosso e raggiunge solo i 65 kg;
- il canguro antilopino (Macropus antilopinus) di 47 kg; e
- il vombato comune (Vombatus ursinus) di 40 kg.

 Reptilia 
I rettili (Reptilia, dal latino reptilis, "strisciante") rappresentarono il primo gruppo di vertebrati adattati ad un ambiente strettamente terrestre. A questo gruppo, specificatamente all'ordine degli Squamata (includente lucertole e serpenti), appartengono i più grandi predatori oggi viventi in Australia:
- il coccodrillo marino (Crocodylus porosus) o "coccodrillo estuarino", il più grande rettile vivente nonché il più grande predatore terrestre, la cui lunghezza massima raggiunge, probabilmente, i 7 metri ed il cui peso supera i 1.000 kg. La specie è originaria del Pliocene[8] e condivise per millenni il suolo australiano con la megafauna oggi estinta;
- il coccodrillo di Johnston (Crocodylus johnstoni), noto anche come "Coccodrillo d'acqua dolce australiano", specie di Crocodylidae endemica dell'Australia; e
- il varano "Goanna", la terza specie di varano più grande del mondo.

 Aves 
Gli uccelli, sono una classe di vertebrati che si trovano in quasi tutti gli ecosistemi, dall'Artide all'Antartide. L'Australia vanta tra la sua megafauna due delle specie d'uccelli più grandi del mondo:
- l'emù (Dromaius novaehollandiae), il secondo uccello più grande del mondo (1,9 m d'altezza per 50–55 kg), superato solo dallo struzzo; e
- il casuario australiano (Casuarius casuarius) è il più grosso dei Casuariidae, famiglia di uccelli diffusi solo in Australia e Nuova Guinea.

## Megafauna australiana estinta

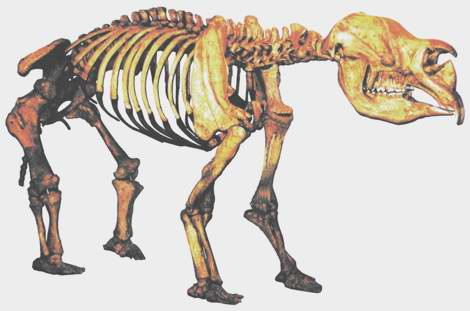
Scheletro ricostruito di un Diprotodonte, un vombato delle dimensioni di un ippopotamo.

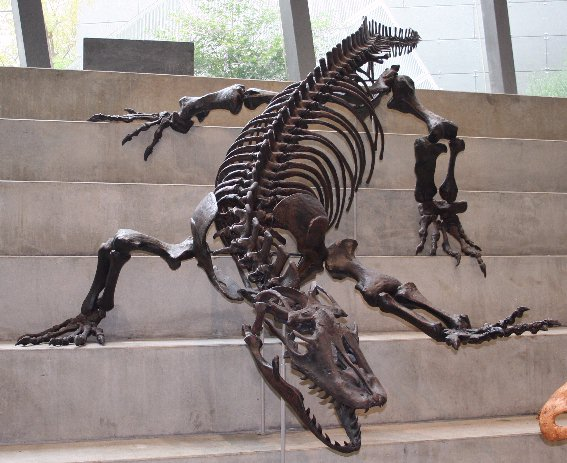
Scheletro ricostruito di Megalania.

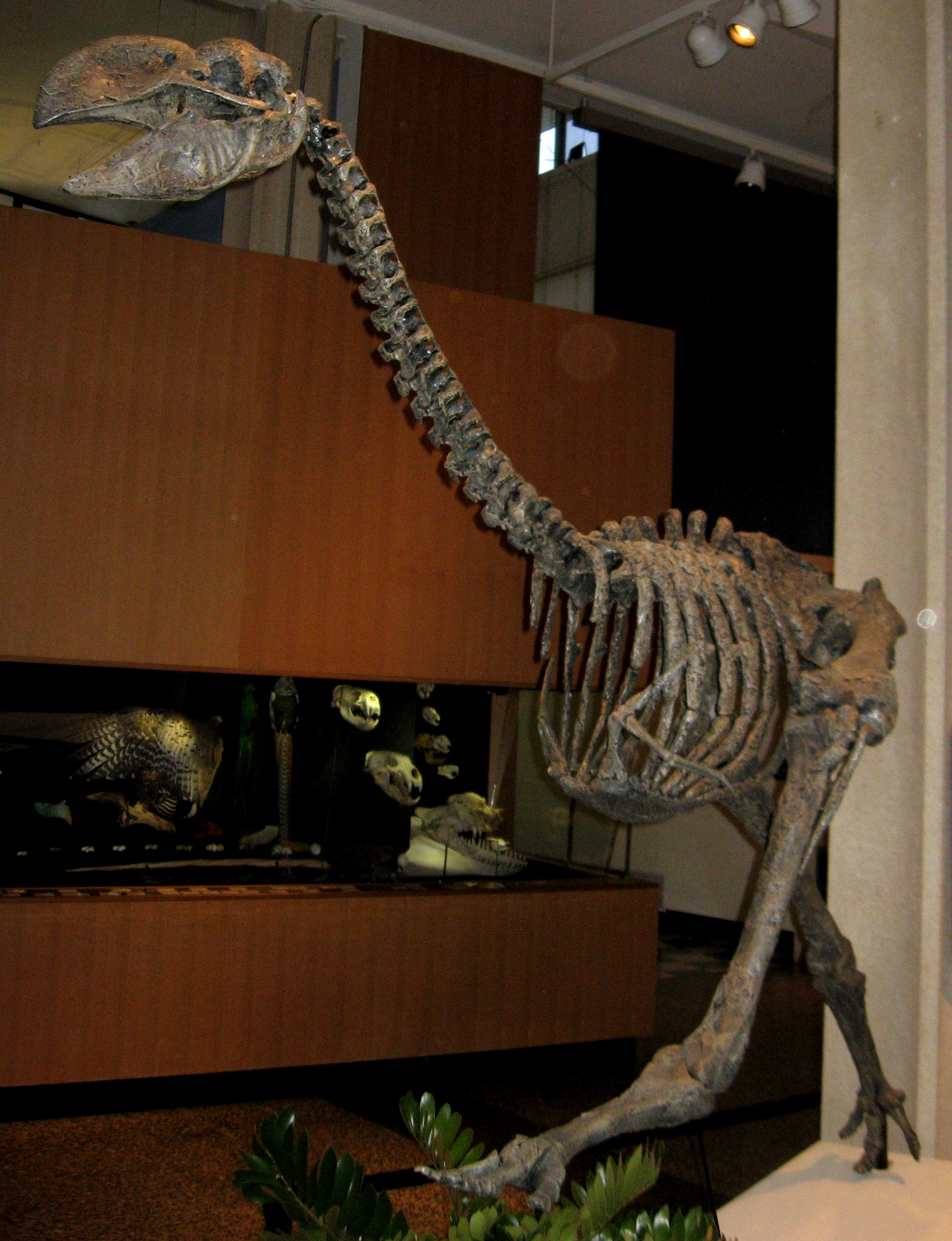
Scheletro ricostruito di un Dromornis.

L'Australia fu uno dei continenti che più svilupparono, nel corso del Pleistocene, megafauna (v. Megafauna del Pleistocene). Differentemente da altri continenti, l'estinzione della megafauna fu però in Australia un processo più recente e direttamente legato all'arrivo dell'uomo, specificatamente gli Aborigeni, giunti nel continente dall'Indocina circa 50.000 anni fa. La tesi, oggi oggetto di forte dibattito etico-politico, è supportata da varie argomentazioni: in primis le megafaune estinte scomparvero simultaneamente circa 46.000 anni fa, qualche millennio dopo l'arrivo degli uomini (lo stesso iter si ripeté in Tasmania, raggiunta dagli aborigeni 43.000 anni fa grazie ad un istmo provocato dalla variazione del livello del mare e da questi eradicata della propria megafauna 41.000 anni fa ed in questo caso senza il massiccio ricorso alla caccia con l'ausilio del fuoco, il c.d. "fire-stick farming"); secondariamente, le tracce di carbonio e ossigeno sui denti delle megafaune acclarano il loro adattamento al "nuovo" clima arido australiano, frutto dell'ultima glaciazione, che secondo alcuni potrebbe essere stata la vera causa dell'estinzione massiva.

### Mammalia
- Monotremata, un ordine che comprende i mammiferi viventi più primitivi ma allo stesso tempo altamente specializzati. È l'unico ordine conosciuto della sottoclasse dei Prototeri, oggigiorno quasi tutti estinti e rappresentanti dai soli ornitorinco ed echidna: animali australiani ma non certo classificabili come megafauna. I monotremi pleistocenici erano però più grandi degli attuali ed i colossi erano: gli echidna gigante di Hackett (Murrayglossus hacketti, di circa 30 kg, il doppio di un attuale Zaglossus), Megalibgwilia robusta, il cui cranio raggiungeva la lunghezza di 65 cm, e l'Obdurodon, antenato dell'ornitorinco.
- Diprotodontia:
  - Diprotodontidae, una famiglia di marsupiali vissuti tra l'Oligocene e il Pleistocene imparentati con l'odierno vombato, cui appartengono i più grandi marsupiali mai esistiti: il diprotodonte (Diprotodon), il marsupiale più grande di tutti i tempi con le sue quasi 3 tonnellate; zigomaturo (Zygomaturus), Euryzygoma e Euowenia di mezza-tonnellata[15]; il nototerio (Nototherium mitcheli); ecc.
  - i vombato giganti del genus Phascolonus potevano superare i due quintali di peso[16];
  - Palorchestidae, una famiglia di marsupiali estinti il cui genus palorcheste comprendeva grossi tapiri-canguro pesanti dai due quintali (Palorchestes parvus) alla taglia di uno zigomaturo (Palorchestes azael)[6];
  - i canguri del genus Procoptodon potevano arrivare ai tre metri per 230 kg (Procoptodon goliah), quelli del genus Simosthenurus, potevano superare il quintale (Simosthenurus occidentalis), mentre quelli del genus Sthenurus aveva grossomodo la taglia degli odierni canguri. Tutti questi canguri, rispetto agli attuali, avevano il muso marcatamente più corto e massiccio:  i c.d. "canguri a muso corto". I wallaby del genus Protemnodon pesavano invece tra i 45 ed i 110 kg[17];
  - Thylacoleonidae, una famiglia estinta di marsupiali carnivori tra cui il c.d. leone marsupiale (Thylacoleo carnifex), della taglia di una leonessa (anche 160 kg)[18], il più grande marsupiale carnivoro ad oggi scoperto, ed il genus dei wakaleo delle dimensioni di un cane[19];
- Dasyuromorphia, l'ordine dei marsupiali carnivori ad oggi esistenti più grandi dell'Oceania, ha perso al termine del Pleistocene i suoi "colossi": la forma pleistocenica del Diavolo di Tasmania, il Sarcophilus laniarius scomparso dall'Australia subito dopo l'arrivo degli Aborigeni, era del 50% più grosso della specie attuale[2]; recentissima fu l'estinzione del tilacino (Thylacinus cynocephalus), datata al 1936, divenuto il predatore più grande d'Australia all'estinzione dei mega-carnivori preistorici, il cui antenato pleistocenico (Thylacinus potens) era però più massiccio.

### Reptilia
- Squamata:
  - nel Pleistocene, viveva in Australia il megalania o goanna gigante (Varanus priscus), il più grande varano mai esistito, che dopo studi sui non molti ritrovamenti ossei, si è ipotizzato potesse raggiungere lunghezze di 7 metri ed un peso di quasi 1.400 kg;
  - il subordine serpentes era invece degnamente rappresentato dal Pythonidae Liasis dubudingala, di supposti 10 m di lunghezza[20], e dal Madtsoiidae Wonambi[21], altro serpente costrittore solito ghermire le prede in prossimità degli specchi d'acqua;
- Crocodylia
  - tra l'Oligocene ed il Pleistocene era diffusa in tutta l'Oceania una sottofamiglia di coccodrilli chiamati Mekosuchinae il cui colosso era il Quinkana, un coccodrillo terricolo di oltre 5 metri diretto competitore del megalania.
- Testudines
  - sino al Pleistocene prosperò in Australia anche la gigantesca testuggine Meiolania che con una lunghezza di oltre 2 metri è la testuggine più grande mai esistita dopo la Testudo atlas. Possedeva un cranio insolito, dotato di numerose protuberanze nodose simili a corna, con due lunghi aculei posteriori sporgenti a formare un corto arco che conferiva all'intero cranio un'ampiezza di circa 60 cm. Una popolazione relitta di Meiolania sopravvisse in Nuova Caledonia fino a circa 2000 anni fa[22][23].

### Aves
- Dromornithidae, altrimenti noti con il nome aborigeno di Mihirung, sono un gruppo di uccelli noti esclusivamente allo stato fossile, vissuti in Australia tra l'Oligocene e il Pleistocene (tra 35 milioni e 10.000 anni fa):
  - Barawertornis;
  - Bullockornis;
  - Dromornis, uccelli giganti (alti 3 metri e pesanti 450 kg) usi nutrirsi di noci ed altra frutta che frantumavano con il grosso becco;
  - Genyornis, di dimensioni equiparabili a Dromornis ma dotato di un becco molto più minuto;
  - Ilbandornis.
- Erano inoltre diffusi in Australia grandi fagiani (Leipoa gallinacea) antenati dell'attuale fagiano australiano.